# Couvent des Cordelières (Paris)
Pour les articles homonymes, voir Couvent des Cordelières.
Ne doit pas être confondu avec Couvent des Cordeliers.
Le couvent des Cordelières (nom complet : couvent des Cordelières de l'église de Sainte-Claire à l'Ourcine-lèz-Saint-Marcel (près de Paris)), est un couvent fondé en 1289, par Gallien de Poix dans le faubourg Saint-Marcel aux portes de Paris à la demande de Marguerite de Provence, désormais disparu.
À l'emplacement de son enclos ont été percées la rue de Julienne, la rue Pascal et la rue des Cordelières.

## Noms divers
L'établissement est également connu sous les noms de couvent des sœurs Meneures (sœurs Mineures) de Sainte-Claire à l'Ourcine-lèz-Saint-Marcel, ou couvent des Clarisses de Lourcine. En 1652, la maison des cordelières est aussi dite couvent Saint-Marcel car elle est située à l'extrémité du faubourg Saint-Marcel, et couvent des urbanistes,.

## Historique
Fondé en 1289, grâce à la protection de Marguerite de Provence devenue veuve de saint Louis, ce couvent de clarisses accueille leur fille Blanche qui y meurt en 1320. Ces cordelières, dont la fondation remonte à 1270, avaient été transférées de Troyes (Champagne) au faubourg Saint-Marcel, en 1289. Les bâtiments s'étendent alors le long de la rue de Lourcine sur huit hectares situés en bordure de la Bièvre. Ils sont très exposés aux crues de la rivière et sont largement endommagés lors du siège de Paris par Henri IV en 1589-1590.

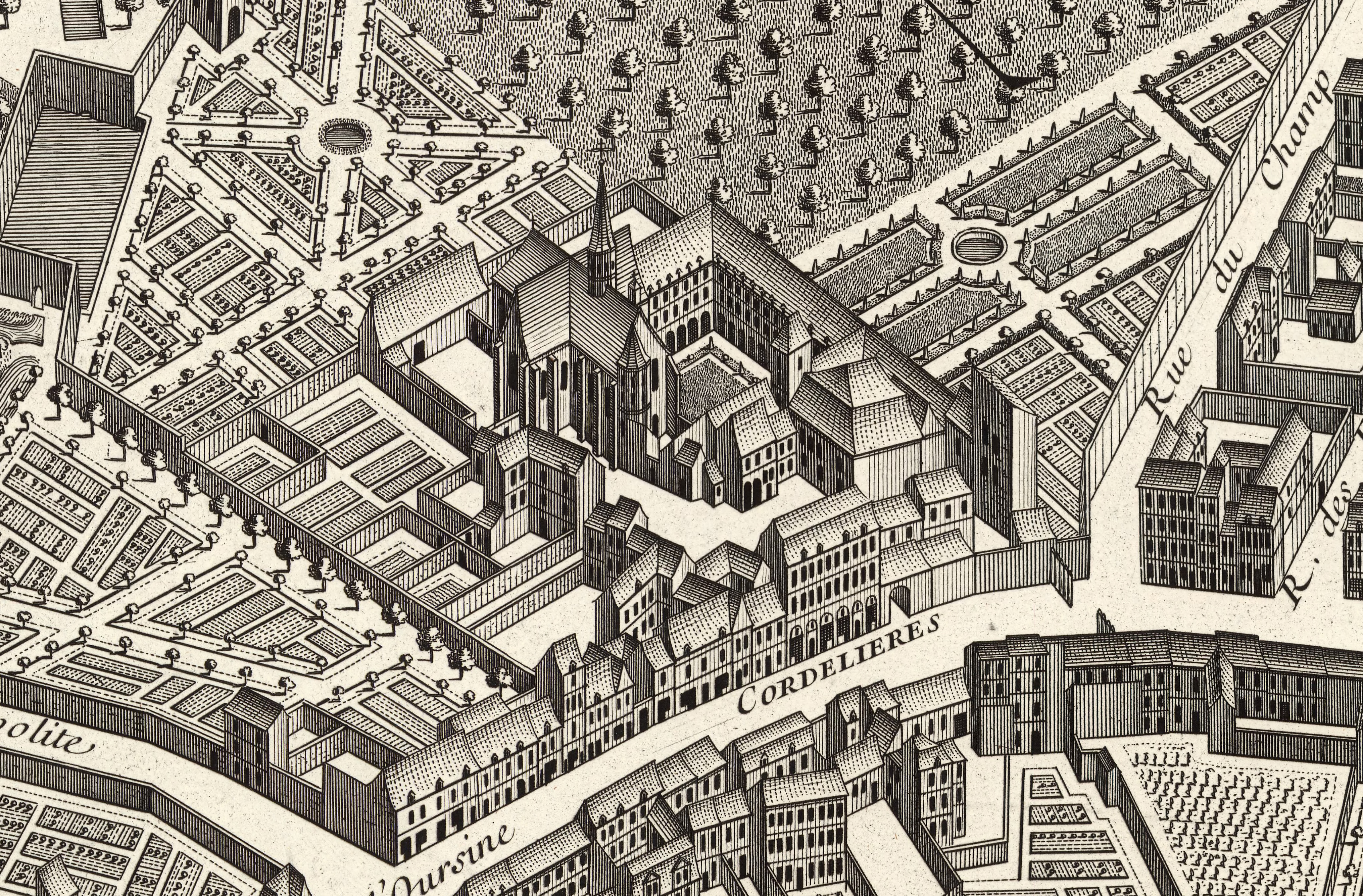
Couvent des Cordelières sur plan de 1739.

Les Petites-Cordelières, détachées du couvent de Lourcine s'établissent d'abord, de 1632 à 1687, dans le quartier du Marais, rue Pavée (nos 1 et 3), à l'angle de la rue des Francs-Bourgeois puis au faubourg Saint-Germain dans leur couvent de la rue de Grenelle (no 11, démolie vers 1963). Elles sont réunies aux Cordelières de la rue de Lourcine en 1749 après la suppression de leur maison.
Confisqué comme bien national à la Révolution, l'ensemble conventuel du faubourg Saint-Marcel est vendu en 1796 aux industries de tanneries implantées dans la vallée de la Bièvre. Sur le domaine de l'ancien couvent, plusieurs rues sont ouvertes, la rue de Julienne en 1805, la rue Pascal en 1827 et la rue des Cordelières en 1825. Les bâtiments sont transformés en 1834 et deviennent l'hôpital de Lourcine ; puis à partir de 1972 ils sont progressivement détruits pour faire place à l'hôpital Broca moderne. C'est à cette période que sont retrouvés les vestiges du réfectoire gothique qui est relevé et visible depuis la rue de Julienne.
Le couvent a été propriétaire du Livre d'heures de Jeanne de Navarre du XVe siècle au XVIIIe siècle.

## Liste des abbesses
- 1270-1286 : Gillette de Sens
- 1286-1298 : Eudeline I de Sens
- 1298-1308 : Eudeline II
- 1308-1322 : Félicie
- 1322-1328 : Marie I
- 1328-1334 : Marguerite I
- 1334-1341 : Marguerite II
- 1341-1344 : Marguerite III
- 1344-1351 : Marie II Récaupée
- 1351-1360 : Jeanne I Culdoé de Montevrin (1)
- 1360-1373 : Marie III de Hangest (1)
- 1373-1375 : Jeanne I Culdoé de Montevrin (2)
- 1375-1395 : Marie III de Hangest (2)
- 1395-1406 : Constance-Isabelle
- 1406-1414 : Philippine I La Mignonne
- 1414-1428 : Marie IV de Pellière
- 1428-1433 : Marguerite IV de Landres (1)
- 1433-1440 : Elisabeth I de Pellière
- 1440-1443 : Jeanne II La Brune
- 1443-1451 : Jeanne III de Bruxelles
- 1451-1458 : Marguerite IV de Landres (2)
- 1459-1461 : Jeanne IV de la Grange
- 1462-1474 : Marguerite V de Bellefaye
- 1474-1475 : Antoinette Cendre
- 1476-1478 : Jeanne V Pied-de-Fer
- 1478-1484 : Jeanne VI de Fromond
- 1484-1510 : Marie V de Basincourt
- 1510-1512 : Jeanne VII de Croÿ de Château-Porcien
- 1512-1516 : Marguerite VI de Hasterelle
- 1516-1520 : Jeanne VIII de La Grange
- 1520-1528 : Renée Louet
- 1528-1539 : Madeleine I de Besançon
- 1539-1544 : Françoise de Couvran
- 1544-1546 : Catherine I de Maulevaut
- 1546-1550 : Jeanne IX de Monceault
- 1550-1563 : Claire Le Clercq
- 1563-1564 : Jeanne X de Soulefour
- 1564-1576 : Philippine II d’Angennes de Rambouillet
- 1576-1582 : Geneviève I de Besançon
- 1582-1592 : Marie VI de Bergereau
- 1592-1608 : Denise Bourdereul
- 1608-1615 : Marie VII Jaquette
- 1615-1632 : Marguerite VII de Villemontée
- 1632-1635 : Madeleine I Le Prêtre
- 1635-1638 : Madeleine II Le Rebours
- 1638-1641 : Judith de Forgues des Granges de Poigny
- 1641-1644 : Marie VIII Chapellier (1)
- 1644-1656 : Jacqueline Crespin du Vivier (1)
- 1656-1659 : Marie VIII Chapellier (2)
- 1659-1668 : Jacqueline Crespin du Vivier (2)
- 1668-1674 : Madeleine III Neret
- 1674-1675 : Elisabeth II Mérault
- 1675-1684 : Geneviève II Lefebvre (1)
- 1684-1699 : Madeleine IV Gaudart (1)
- 1699-1701 : Geneviève II Lefebvre (2)
- 1701-1704 : Madeleine IV Gaudart (2)
- 1704-1705 : Claude Gaudart
- 1705-1714 : Madeleine IV Gaudart (3)
- 1714-1719 : Hélène-Thérèse de Gayardon de Fenoÿl
- 1719-1722 : Catherine II Marchant
- 1722-1731 : Marie-Anne I de Gayardon de Fenoÿl (1)
- 1731-1737 : Anne-Marguerite de Méromont
- 1737-1748 : Marie-Anne I de Gayardon de Fenoÿl (2)
- 1748-1760 : Catherine III Broussin
- 1760-1781 : Marie-Anne II Rose
- 1781-1792 : Thérèse de Warenghiem, 67e et dernière abbesse.

Source : Calendrier historique et chronologique de l'Église de Paris, par A.M. Le Fèvre prêtre de Paris et bachelier en théologie, 1747